# Llangynin
Llangynin è un centro abitato del Galles, situato nella contea del Carmarthenshire.